# Neudrossenfeld
Neudrossenfeld est une commune de Bavière (Allemagne), située dans l'arrondissement de Kulmbach, dans le district de Haute-Franconie.

## Personnalité
- Johann Friedrich Esper (1732-1781), naturaliste, y est né.